# Tyler Seguin
Tyler Paul Seguin (ur. 31 stycznia 1992 w Brampton) – kanadyjski zawodowy hokeista na lodzie obecnie występujący w Dallas Stars z National Hockey League (NHL). Seguin został wybrany z drugim numerem w drafcie NHL w 2010 roku przez Boston Bruins, z którymi wygrał Puchar Stanleya w swoim debiutanckim sezonie. Sezon 2011–12 w Bruins ukończył w czołowej trójce w lidze w statystyce plus–minus (+34).
Podczas lokautu w sezonie 2012–13 Seguin grał w szwajcarskiej National League A w zespole EHC Biel, kończąc sezon z 25 golami, najwięcej w drużynie. W 2013 wystąpił w swoim drugim finale Pucharu Stanleya, ostatecznie przegrywając serię z Chicago Blackhawks. 4 lipca 2013 roku Seguin został oddany przez Bruins do Dallas Stars w zamian za kilku zawodników, w tym Louiego Ericssona.

## Młodość
Seguin urodził się w Brampton, ale wychował w Whitby. Przeprowadzka była konieczna ze względu na pracę ojca, Paula. Ma dwie młodsze siostry: Candice i Cassidy. Cała rodzina Tylera uprawiała hokej. Paul grał w zespole University of Vermont. Matka Tylera, Jackie, występowała w Brampton Canadettes Girls Hockey Association. W Canadettes grają również jego siostry.
Seguin uczęszczał do St. Michael's College School w Toronto. W tym czasie został wydraftowany przez Plymouth Whalers z Ontario Hockey League (OHL).
Ulubionym zawodnikiem Seguina w dzieciństwie był Steve Yzerman, do którego porównywany jest jego styl.

## Kariera klubowa

### Amatorska
Przez pierwsze siedem lat juniorskiej kariery Seguin występował w Whitby Wildcats z Ontario Minor Hockey Association (OMHA), po czym w wieku 13 lat wrócił do rodzinnego Brampton, by przez 3 lata grać w zespole Toronto Young Nationals.
Seguin został wybrany z numerem 9. przez Plymouth Whalers w OHL Priority Selection Draft 2008. Tak jak jego ojciec, Tyler rozważał występowanie w drużynie z college’u zrzeszonego w NCAA, ale postanowił dołączyć do Whalers z OHL od sezonu 2008–09. Początki w OHL dla Seguina były trudne; zdobył jedną bramkę w pierwszych siedemnastu występach, zanim zmiana w sposobie prowadzenia drużyny pozwoliła znaleźć mu swoje miejsce w lidze.
By jeszcze lepiej rozpocząć kolejny sezon, Seguin spędził lato pracując nad swoją grą i siłą fizyczną. „Tego lata zwiększyłem masę mięśniową o 6 kilogramów [...] Na siłowni byłem 4–5 dni w tygodniu i robiłem tak przez miesiąc tuż po zakończeniu sezonu”, mówił Seguin. Jego poświęcenie opłaciło się; Tyler rozpoczął sezon z 36 punktami w 18 meczach. Jego występy na początku sezonu sprawiły, że został wybrany przez NHL Central Scouting Bureau najbardziej obiecującym zawodnikiem w nadchodzącym NHL Entry Draft 2010. Ostatecznie w drafcie miał numer drugi; wyprzedził go Taylor Hall, wybrany przez Edmonton Oilers.

### Zawodowa
25 czerwca 2010 Seguin został wydraftowany przez Boston Bruins z numerem 2., wykorzystując wybór, który drużyna wcześniej otrzymała od Toronto Maple Leafs po oddaniu do Toronto Phila Kessela. 3 sierpnia 2010 Seguin podpisał entry-level contract z Bruins, a 9 października zadebiutował w NHL w przegranym z Phoenix Coyotes 2–5 spotkaniu. Pierwszą bramkę zdobył 10 października, również przeciwko drużynie z Phoenix, wbijając krążek do bramki Ilji Bryzgałowa. Seguin wziął udział w Rookie Skills Competition podczas weekendu gwiazd NHL w 2011 roku. W trakcie sezonu o koledze z drużyny, Patrice Bergeronie, powiedział: „całe moje życie marzyłem, by być dobrym, wszechstronnym zawodnikiem i liderem, a Bergie z pewnością ma to wszystko. [...] [Bergeron] jest zawsze skoncentrowany i wszyscy w szatni go za to szanują. Koniec końców i tak musisz wyrobić swój styl, więc nie chcę być Patrice Bergeronem, ale wszystko co robi [jest dobre], od strefy defensywnej po umiejętności, w przewadze i w osłabieniu. Poradzi sobie w każdej sytuacji, i taką osobą chcę być w przyszłości”.

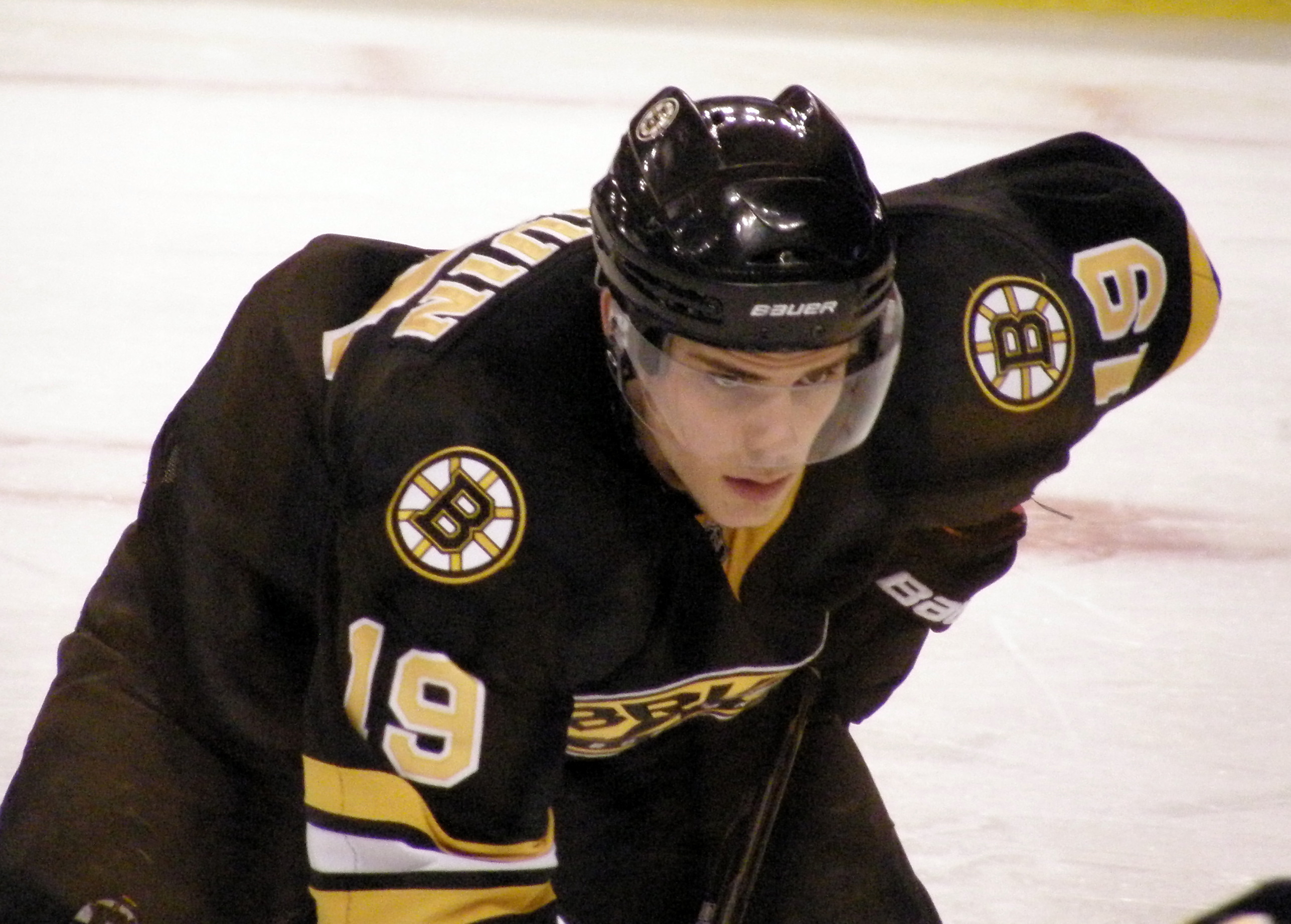
Seguin z Boston Bruins w sezonie 2011–12

Po pominięciu Seguina przy ustalaniu składu w pierwszej i drugiej rundzie play-offów w 2011 roku, został do niego włączony na pierwszy mecz rundy 3. przeciwko Tampa Bay Lightning po tym, jak podstawowy środkowy Patrice Bergeron doznał lekkiego wstrząśnienia mózgu. W swoim debiucie Seguin zdobył bramkę i zanotował asystę, a w drugim meczu dwie bramki i dwie asysty. Został pierwszym nastolatkiem, który zdobył 4 punkty w play-offach o Puchar Stanleya od 1989 roku i Trevora Lindena z Vancouver Canucks. Po zwycięstwie 4–0 w siódmym meczu, 15 czerwca 2011 Boston Bruins zdobyli Puchar Stanleya w finałowej rundzie pokonując Vancouver 4–3.
5 listopada 2011, w meczu z Toronto Maple Leafs, Seguin ustrzelił swojego pierwszego hat tricka w NHL. 14 listopada został wybrany First Star of the Week za jego 4 bramki i 2 asysty, które pomogły Bruins w trzech zwycięstwach jednego tygodnia. 8 grudnia wystąpił w setnym meczu w NHL w swojej karierze, przeciwko Florida Panthers. 22 kwietnia 2012 Seguin zdobył bramkę w dogrywce szóstego spotkania w ćwierćfinałach konferencji wschodniej z Washington Capitals. Mimo kolejnej bramki w meczu siódmym Bruins przegrali w dogrywce i odpadli z play-offów. Sezon 2011–12 zakończył jako najlepszy strzelec zespołu.

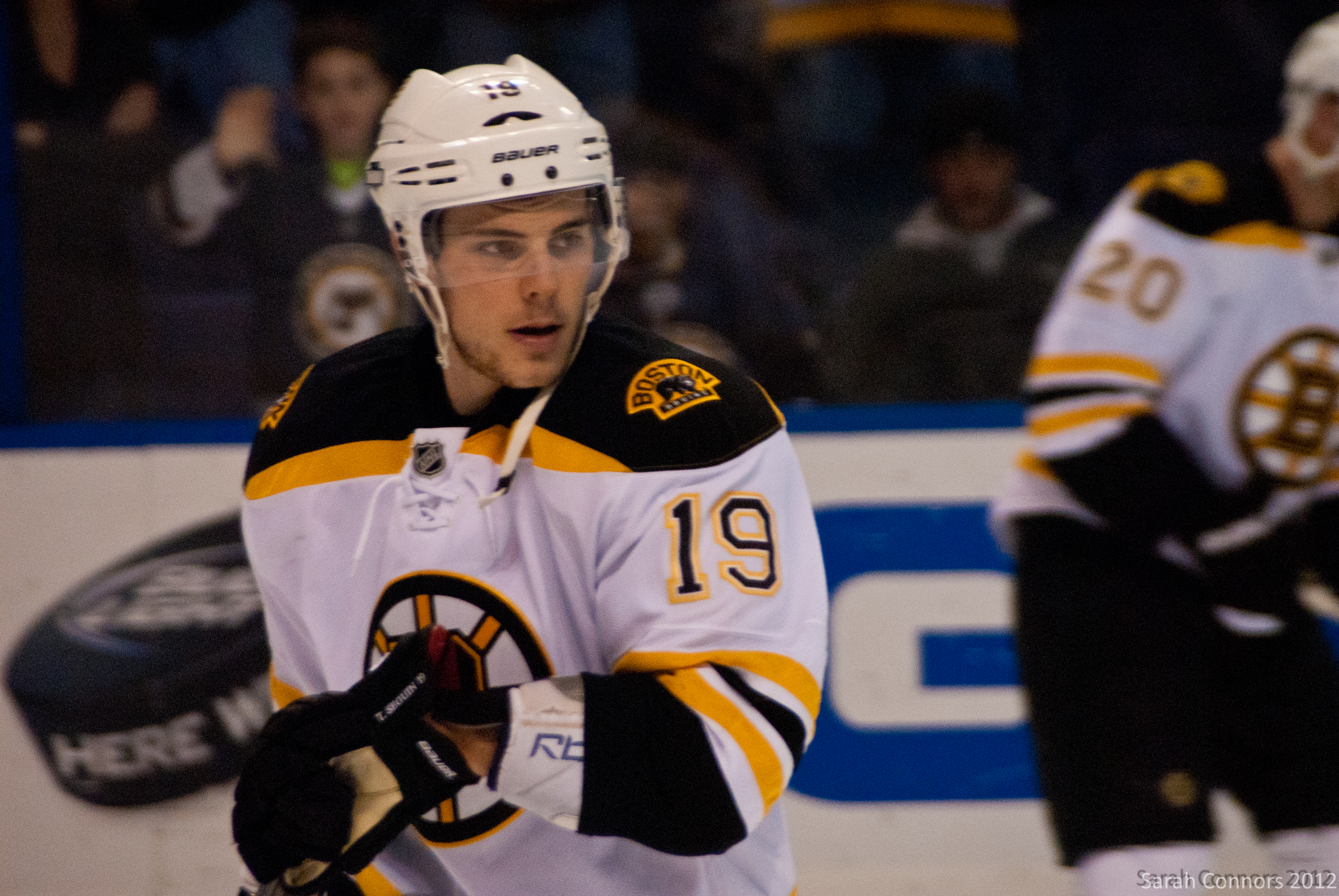
Seguin w 2012 roku

Na czas lokautu w sezonie 2012–13, Seguin wybrał występy w szwajcarskiej National League A w zespole EHC Biel – tym samym, który wybrała inna gwiazda NHL, Patrick Kane. W 29 występach w NLA Seguin strzelił 25 bramek i zanotował 15 asyst. Tyler był również członkiem reprezentacji Kanady na Pucharze Spenglera w 2012 roku, gdzie zdobył z drużyną złoty medal. Po zakończeniu lokautu, zawodnicy grający w NHL mieli do rozegrania tylko 48 meczów w sezonie. Seguin zakończył go z 32 punktami (16 bramek i 16 asyst). Bruins dotarli do finału Pucharu Stanleya, jednak przegrali go z Chicago Blackhawks w sześciu meczach (2:4). W play-offach 2013 zdobył 1 bramkę i zanotował 7 asyst.
4 lipca 2013 Seguin, razem z Richem Peverleyem i Ryanem Buttonem, zostali oddani do Dallas Stars, w zamian za Louiego Erikssona, Reilly’ego Smitha, Matta Frasera i Joe Morrowa. Z powodu wcześniejszego zastrzeżenia numeru 19 przez Dallas Stars, które w ten sposób chciało uczcić Billa Mastertona, Seguin zmienił numer, z którym występował w Bostonie, na 91 („odwróconą” dziewiętnastkę). Występy Seguina u boku Jamiego Benna sprawiły, że stali się oni wiodącą siłą w całej lidze. 14 listopada 2013 Tyler Seguin zanotował rekordowy, 5-punktowy występ (4 bramki i 1 asysta) w zwycięskim 7–3 spotkaniu z Calgary Flames. 14 marca 2014, po pokonaniu Ala Montoyi z Winnipeg Jets, po raz pierwszy w swojej karierze osiągnął poziom 30 bramek w sezonie. Sezon 2013–14 zakończył na 4. miejscu w lidze pod względem swojej rekordowej liczby zdobytych bramek (37) i punktów (47) w 80 spotkaniach. W sezonie 2014–15 strzelił 37 goli i zanotował 40 asyst, drugi raz z rzędu zdobywając więcej niż 30 bramek.
13 września 2018 Seguin przedłużył kontrakt ze Stars o 8 lat. W trakcie trwania umowy zawodnik ma zarobić 78,8 mln dolarów.

## Kariera międzynarodowa
Seguin był członkiem reprezentacji Kanady w Memoriale Ivana Hlinki w 2009 roku, którą poprowadził do złota będąc jej najlepszym strzelcem (10 punktów w 4 meczach). Wcześniej zdobył złoty medal z Team Ontario na World U-17 Hockey Challenge w 2009 roku, a turniej zakończył na drugim miejscu wśród punktujących z 11 punktami w sześciu spotkaniach. W 2015 reprezentował Kanadę w zwycięskich Mistrzostwach Świata w Hokeju na Lodzie 2015.

## Statystyki

### Sezon zasadniczy i play-off
| 2008–09     | Plymouth Whalers | OHL         | 61  | 21  | 46  | 67  | 28  | 11 | 5 | 11 | 16 | 8 |
| 2009–10     | Plymouth Whalers | OHL         | 63  | 48  | 58  | 106 | 54  | 9  | 5 | 5  | 10 | 8 |
| 2010–11     | Boston Bruins    | NHL         | 74  | 11  | 11  | 22  | 18  | 13 | 3 | 4  | 7  | 2 |
| 2011–12     | Boston Bruins    | NHL         | 81  | 29  | 38  | 67  | 30  | 7  | 2 | 1  | 3  | 0 |
| 2012–13     | EHC Biel         | NLA         | 29  | 25  | 15  | 40  | 24  | –  | – | –  | –  | — |
| 2012–13     | Boston Bruins    | NHL         | 48  | 16  | 16  | 32  | 16  | 22 | 1 | 7  | 8  | 4 |
| 2013–14     | Dallas Stars     | NHL         | 80  | 37  | 47  | 84  | 18  | 6  | 1 | 2  | 3  | 0 |
| 2014–15     | Dallas Stars     | NHL         | 71  | 37  | 40  | 77  | 20  | –  | – | –  | –  | — |
| 2015–16     | Dallas Stars     | NHL         | 72  | 33  | 40  | 73  | 16  | 1  | 0 | 0  | 0  | 0 |
| 2016–17     | Dallas Stars     | NHL         | 82  | 26  | 46  | 72  | 22  | –  | – | –  | –  | – |
| 2017–18     | Dallas Stars     | NHL         | 82  | 40  | 38  | 78  | 43  | –  | – | –  | –  | – |
| NHL łącznie | NHL łącznie      | NHL łącznie | 590 | 229 | 276 | 505 | 183 | 49 | 7 | 14 | 21 | 6 |

### Międzynarodowe
| Rok              | Drużyna          | Turniej          | Wynik                 | M  | G | A | Pkt | Min |
| ---------------- | ---------------- | ---------------- | --------------------- | -- | - | - | --- | --- |
| 2009             | Kanada Ontario   | U17              | 1st, gold medalist(s) | 6  | 3 | 8 | 11  | 8   |
| 2015             | Kanada           | MŚ               | 1st, gold medalist(s) | 10 | 9 | 0 | 9   | 2   |
| Juniorskie razem | Juniorskie razem | Juniorskie razem | Juniorskie razem      | 6  | 3 | 8 | 11  | 8   |
| Seniorskie razem | Seniorskie razem | Seniorskie razem | Seniorskie razem      | 10 | 9 | 0 | 9   | 2   |

## Osiągnięcia
- 2009–10 Eddie Powers Memorial Trophy dla najlepszego strzelca w Ontario Hockey League, wraz z Taylorem Hallem z Windsor Spitfires[35][36].
- 2009–10 Red Tilson Trophy dla najwybitniejszego gracza w Ontario Hockey League[37].
- 2009–10 CHL Top Draft Prospect Award dla najbardziej obiecującego gracza w NHL Entry Draft Z Canadian Hockey League[7].
- 2011 Puchar Stanleya
- 2012 Puchar Spenglera
- NHL All-Star Game: 2012, 2015, 2016, 2017, 2018
- 2012 Boston Bruins NESN’s Seventh Player Award[38]